# 单心木兰科
单心木兰科又名单室木兰科(Degeneriaceae)，只有1属单心木兰属（Degeneria）或称单室木兰属，2种，只生长在斐济及周围岛屿。
本科植物为大型常绿乔木，单叶互生，芳香，含有芳香油。